# Ісландський антикризовий підрозділ
Ісла́ндський антикри́зовий підро́зділ (ICRU; ісл. Íslenska friðargæslan) — Ісландіяський парамілітарний підрозділ чисельністю до 200 осіб, з яких близько 30 перебувають на дійсній службі постійно. Керує підрозділом ісландське Міністерство закордонних справ. Створено в 1990-х роках для проведення миротворчих операцій і проєктів, зокрема в рамках НАТО. Пізніше ICRU долучився до розгортання свого персоналу в рамках місій інших міжнародних організацій, наприклад, польових місій ОБСЄ, місій ДОПМ ООН, ЮНІФЕМ, БАПОР та ЮНІСЕФ.

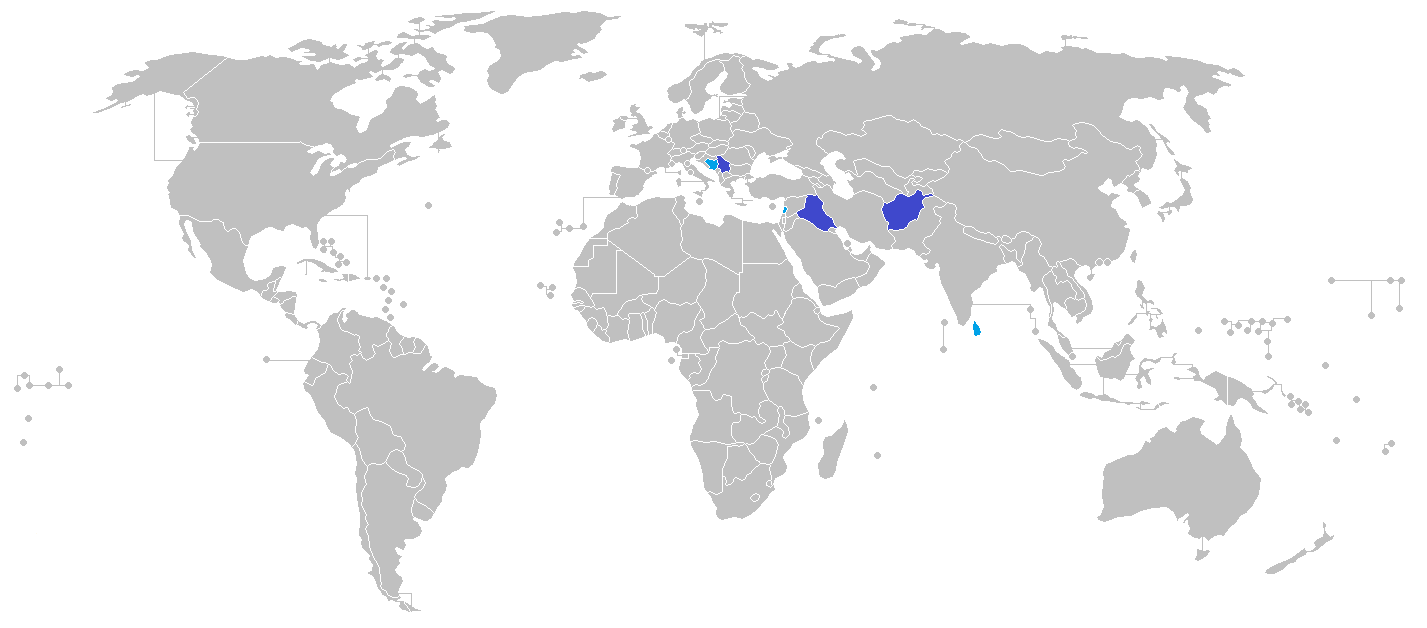
Місії IRCU

Персонал ICRU направлявся на колишні території Югославії, зокрема в Косово, в Афганістан у рамках місій НАТО та ЮНІФЕМ, а також на Близький Схід і в Північну Африку в рамках акцій ЮНІСЕФ, БАПОР та УВКБ ООН. Службовці підрозділу діяли в рамках цивільної місії спостерігачів у Шрі-Ланці у співпраці з Норвегією (раніше — скандинавською місією). В її рамках службовці Ісландської берегової охорони знешкоджували вибухонебезпечні боєприпаси в Лівані та Іраку.
Перших своїх миротворців Ісландія розгорнула 1950 року, коли двох офіцерів ісландської поліції направлено до Палестини в рамках миротворчої операції ООН. Відтоді багато ісландських спеціалістів брали участь у різноманітних миротворчих операціях, здебільшого в рамках ООН та її підрозділів, а також у рамках НАТО. Лише в 1990-х роках участь Ісландії у миротворчих операціях оформлено офіційно, а 2001 року з цією метою засновано ICRU.
У 2008 році частина працівників ICRU, які носили військову форму і були озброєні з метою самозахисту, роззброїлись та вдягли цивільний одяг. Політика ICRU від 2008 року полягає в тому, що, за винятком особливих обставин, її персонал не носить уніформи та зброї.
Міністерство закордонних справ Ісландії веде облік і розміщення персоналу служби.

## Персонал
Розгорнутий персонал ICRU складався з експертів, що представляли ісландську поліцію, сили берегової охорони та інші служби, які пройшли підготовку від відповідних установ для дій за кордоном. На додаток до згаданих вище базових знань, їхня підготовка включає знання з логістики, медицини чи інженерії, соціальних наук тощо. Після ухвалення закону 2007 року «миротворцям» Ісландії потрібна вища освіта.
Станом на 2014 рік ICRU — радше загін допомоги, ніж миротворчий підрозділ.
Направлені в Афганістан кадри ICRU — лікарі, медсестри, ті, хто працювали в складі Провінційних груп відбудови (PRT) в цій країні, а також ті, хто працював у Міжнародному аеропорту Кабула (KAIA), пройшли навчання в Збройних силах Норвегії (раніше також у Збройних силах Сполученого Королівства), оскільки вони мали влитися у військове оточення, і тому кадри PRT, а також ті, хто працював в аеропорту Кабула, були озброєні.
Члени реєстру ICRU проходять навчання та тренування відповідно до особливостей свого розгортання, але від 2009 року не проходять військової підготовки. Правову основу ICRU встановлено Законом Ісландії «Про ICRU», № 73/2007.

## Операції
ICRU класифікує свої операції на:
- Підтримання миру та управління кризовими ситуаціями
- Місії спостерігачів
- Місії з відбудови
- Гуманітарна та екстрена допомога

## Збір розвідданих
Національний комісар Ісландії відповідає за збір розвідданих для цілей національної безпеки, а також за проведення експедиційних миротворчих операцій. Департамент оборони Міністерства закордонних справ контролює військову розвідку та співпрацю в цій сфері.

## Оснащення

### Транспортні засоби
- &  24 Nissan Patrol броньовані та модифіковані Arctic Trucks[en] для їзди гірською місцевістю (групи PRT раніше були розгорнуті в Афганістані)
- Santana Anibal(інші мови)
- Iveco Trakker

### Стрілецька зброя
Члени груп PRT, раніше розгорнутих в Афганістані, а також ті, хто працювали в міжнародному аеропорту Кабула до його падіння, отримали зброю та боєприпаси, які використовували військові сили, з якими вони співпрацювали. Однак стандартне озброєння в більшості випадків було норвезького походження.
- /  бойова гвинтівка Heckler & Koch G3/AG-3
- пістолет Glock 17
- штурмова гвинтівка Diemaco C8
- пістолет-кулемет Heckler & Koch MP5
- ручні кулемети FN Minimi.
- кулемети загального призначення Rheinmetall MG3

## Звання Ісландського антикризового підрозділу

### Офіцери
| Ісландія (Ред.) | Без відповідника | Без відповідника | Без відповідника | Без відповідника | Без відповідника | Без відповідника | Без відповідника | Без відповідника | Без відповідника | Без відповідника |         |         |              |              |       |       |             |             |             |             |             |                  |                  |                  | Без відповідника | Без відповідника | Без відповідника | Без відповідника | Без відповідника | Без відповідника |
| Ісландія (Ред.) | Без відповідника | Без відповідника | Без відповідника | Без відповідника | Без відповідника | Без відповідника | Без відповідника | Без відповідника | Без відповідника | Без відповідника | Ofursti | Ofursti | Undirofursti | Undirofursti | Majór | Majór | Höfuðsmaður | Höfuðsmaður | Liðsforingi | Liðsforingi | Liðsforingi | Undirliðsforingi | Undirliðsforingi | Undirliðsforingi | Без відповідника | Без відповідника | Без відповідника | Без відповідника | Без відповідника | Без відповідника |

### Службовці строкової служби
| Код НАТО                           | OR-9           | OR-9           | OR-9           | OR-9           | OR-9           | OR-9           | OR-8           | OR-8           | OR-7           | OR-7           | OR-6           | OR-6      | OR-6      | OR-6      | OR-6      | OR-6 | OR-5 | OR-5 | OR-5 | OR-5 | OR-5 | OR-5 | OR-4 | OR-4 | OR-3 | OR-3 | OR-2 | OR-2 | OR-2 | OR-2 | OR-2 | OR-2 | OR-1 | OR-1 |
| ---------------------------------- | -------------- | -------------- | -------------- | -------------- | -------------- | -------------- | -------------- | -------------- | -------------- | -------------- | -------------- | --------- | --------- | --------- | --------- | ---- | ---- | ---- | ---- | ---- | ---- | ---- | ---- | ---- | ---- | ---- | ---- | ---- | ---- | ---- | ---- | ---- | ---- | ---- |
| Ісландський антикризовий підрозділ |                |                |                |                |                |                |                |                |                |                |                |           |           |           |           |      |      |      |      |      |      |      |      |      |      |      |      |      |      |      |      |      |      |      |
| Flokkstjóri 1.                     | Flokkstjóri 1. | Flokkstjóri 1. | Flokkstjóri 1. | Flokkstjóri 1. | Flokkstjóri 1. | Flokkstjóri 2. | Flokkstjóri 2. | Flokkstjóri 2. | Flokkstjóri 2. | Flokkstjóri 2. | Flokkstjóri 2. | Korporáll | Korporáll | Óbreyttur | Óbreyttur |      |      |      |      |      |      |      |      |      |      |      |      |      |      |      |      |      |      |      |